# Theretra queenslandi
Theretra queenslandi is een vlinder uit de familie van de pijlstaarten (Sphingidae). De wetenschappelijke naam van de soort werd in 1891 gepubliceerd door Lucas.